# アビード・アマニ・カルーム国際空港
アビード・アマニ・カルーム国際空港（アビード・アマニ・カルームこくさいくうこう、英語:Abeid Amani Karume International Airport）は、タンザニア連合共和国ザンジバル、ウングジャ島のザンジバルシティにある国際空港。通称、ザンジバル国際空港（ザンジバルこくさいくうこう）。24時間営業のラウンジがターミナル3にある（出発ゲート1と2付近、利用は有料）。

## 就航航空会社と就航都市
- 2019年11月4日時点

### 国際線
| 航空会社                     | 就航地 |
| ---------------------------- | --- |
| プレシジョンエア             | ジョモ・ケニヤッタ国際空港（ナイロビ）、エンテベ国際空港（エンテベ） |
| ケニア航空                   | ジョモ・ケニヤッタ国際空港（ナイロビ） |
| フライ540                    | ジョモ・ケニヤッタ国際空港（ナイロビ）、 モイ国際空港（モンバサ） |
| サファリンク・アビエーション | ウィルソン空港（ナイロビ） |
| エチオピア航空               | ボレ国際空港（アディスアベバ） |
| マンゴー                     | O・R・タンボ国際空港（ヨハネスブルグ） |
| カタール航空                 | ハマド国際空港（ドーハ） |
| フライドバイ                 | ドバイ国際空港（ドバイ） |
| オマーン・エア               | マスカット国際空港（マスカット） |
| ターキッシュエアラインズ     | イスタンブール空港（イスタンブール） |
| ネオス                       | モイ国際空港（モンバサ）、フィウミチーノ空港（ローマ）、ミラノ・マルペンサ空港（ミラノ）、ヴェローナ＝ヴィッラフランカ空港（ヴェローナ）、ボローニャ・ボルゴ・パニゴーレ空港（ボローニャ）（季節運航） |
| エア・イタリー               | ミラノ・マルペンサ空港（ミラノ）（季節運航） |
| ブルーパノラマ航空           | フィウミチーノ空港（ローマ）、ミラノ・マルペンサ空港（ミラノ）（季節運航） |
| コンドル航空                 | モイ国際空港（モンバサ）、フランクフルト空港（フランクフルト）（季節運航） |
| TUIフライ・ベルギー          | モイ国際空港（モンバサ）、ブリュッセル空港（ブリュッセル）（季節運航） |
| KLMオランダ航空              | アムステルダム、ダルエスサラーム、キリマンジャロ国際空港（キリマンジャロ） |
| エールフランス               | パリ、 ジョモ・ケニヤッタ国際空港（ナイロビ） |

### 国内線
| 航空会社                   | 就航地 |
| -------------------------- | --- |
| エア・タンザニア           | ジュリウス・ニエレレ国際空港（ダルエスサラーム）、キリマンジャロ国際空港（キリマンジャロ） |
| ザンエアー                 | ジュリウス・ニエレレ国際空港（ダルエスサラーム）、ペンバ空港（ペンバ島）、アルーシャ空港（アルーシャ）                                                                                                 |
| プレシジョンエア           | ジュリウス・ニエレレ国際空港（ダルエスサラーム）、キリマンジャロ国際空港（キリマンジャロ）、アルーシャ空港（アルーシャ）、セロネーラ飛行場（セロネーラ）                                               |
| オーリックエア             | ジュリウス・ニエレレ国際空港（ダルエスサラーム）、ペンバ空港（ペンバ島）、タンガ空港（タンガ）、アルーシャ空港（アルーシャ）                                                                           |
| コースタル・アビエーション | ジュリウス・ニエレレ国際空港（ダルエスサラーム）、キリマンジャロ国際空港（キリマンジャロ）、ペンバ空港（ペンバ島）、アルーシャ空港（アルーシャ）、タンガ空港（タンガ）、セロネーラ飛行場（セロネーラ） |
| リージョナルエア           | ジュリウス・ニエレレ国際空港（ダルエスサラーム）、アルーシャ空港（アルーシャ）、マニャラ湖空港（マニャラ湖）、セロネーラ飛行場                                                                         |
| エア・エクセル             | ジュリウス・ニエレレ国際空港（ダルエスサラーム）、アルーシャ空港（アルーシャ）、セロネーラ飛行場 |
| エチオピア航空             | キリマンジャロ国際空港（キリマンジャロ） |
| フライドバイ               | ジュリウス・ニエレレ国際空港（ダルエスサラーム） |
| オマーン・エア             | ジュリウス・ニエレレ国際空港（ダルエスサラーム） |
| ターキッシュエアラインズ   | キリマンジャロ国際空港（キリマンジャロ） |